# 银叶安息香
银叶安息香（学名：Styrax argentifolius）为安息香科安息香属下的一个种。

## 扩展阅读
維基物種上的相關：银叶安息香